# Trimerotropis andeana
Trimerotropis andeana är en insektsart som beskrevs av Rehn, J.A.G. 1939. Trimerotropis andeana ingår i släktet Trimerotropis och familjen gräshoppor. Inga underarter finns listade i Catalogue of Life.